# Platysteira chalybea
Platysteira chalybea là một loài chim trong họ Platysteiridae.